# Ekonomski fakultet Univerziteta u Zenici
Ekonomski fakultet u Zenici je jedan od fakulteta Univerziteta u Zenici. Fakultet je osnovan Odlukom Skupštine Zeničko-dobojskog kantona od 12. septembra 2005. godine.
Dekan fakulteta je dr. sc. Alaudin Brkić.

## Istorija
U periodu prije zvaničnog formiranja Ekonomskog fakulteta, u Zenici je postojala dislocirana nastava Ekonomskog fakulteta u Sarajevu. Osnivanjem Univerziteta u Zenici namjera je bila da sve visokoškolske ustanove u gradu uđu u sastav novoosnovanog univerziteta. Na osnovu toga, Vlada Zeničko-dobojskog kantona je 13. aprila 2005. formirala komisiju sa ciljem izrade nastavnog plana i programa kao i drugih akata potrebnih kako bi osnovala visokoškolska ustanova. Nakon ispunjena određenih uslova, 12. septembra iste godine, Odlukom Skupštine Zeničko-dobojskog kantona formiran je Ekonomski fakultet u Zenici. Da je osnivanje fakulteta bilo opravdano pokazuje i činjenica da je u prvu akademsku godinu (2005/2006) upisano 239 redovnih i redovnih samofinansirajućih i 187 vanrednih studenata.
Prva generacija studenata master studija (II ciklus studija) na ovom fakultetu upisana je akademske 2009/2010. godine.

## Nastava
Studij na fakultetu je usklađen sa bolonjski principom i odvija se u tri ciklusa, po sistemu 4+1+3. 
Na dodiplomskom studiju postoje dva studijska odsjeka:
- Odsjek za menadžment preduzeća
- Odsjek za računovodstveni i revizijski menadžment

## Katedre
Na Fakultetu postoje 4 matične katedre a to su:
- Ekonomska teorija i politika
- Marketing
- Menadžment i
- Finansije i računovodstvo

## Spoljašnje veze
- Zvanični veb-sajt